# Хрутка, Янош
Янош Грутка (венг. Hrutka János; род. 26 октября 1974, Будапешт) – венгерский футболист, игравший на позиции центрального защитника. Участник Олимпийских игр 1996.

## Карьера

### Клубная
Карьеру игрока Грутка начал в клубе «МТК». В 1993 году пробился в основной состав команды, дебютировал в сезоне 1993/1994. В течение сезона выступал также за «Ференцварош». В 1995 и 1996 выигрывал чемпионат страны, а в 1994 и 1995 выигрывал Кубок и Суперкубок Венгрии. В начале 1998 года уехал в Германию, в «Кайзерслаутерн». Дебютировал 6 февраля 1998 в домашнем матче против «Бохум» (3:0). Выступал до 2000 года в Кайзерслаутерне, затем перешёл в «Айнтрахт», однако не сыграл в его составе ни одного матча. Вернулся в «Ференцварош» в 2001 году и выиграл чемпионат страны, в 2002 году перешёл в «Вашаш». Завершил карьеру после сезона 2002/2003 в «Гонведе».

### В сборной
Дебютировал в сборной 25 марта 1998 в матче против Австрии. Сыграл 24 матча, забил три гола. Выступал на Олимпиаде-1996 в Атланте.